# Aratika
Aratika è un atollo appartenente all'arcipelago delle isole Tuamotu nella Polinesia francese. Da un punto di vista amministrativo fa parte del comune di Fakarava. La sua laguna si estende su una superficie di 145 km².
Aratika è popolata da 228 abitanti e il principale insediamento è Paparara.
L'atollo è posto nelle vicinanze di Kauehi, 35 km a sud-est di Aratika.
La sua forma ricorda vagamente quella di una farfalla, per una lunghezza massima di 20,8 km e una larghezza massima di 10,7 km. La laguna è accessibile da due canali navigabili.